# Instrumentalmusik
Instrumentalmusik är musik som, i motsats till vokalmusik, inte innehåller sång eller vokala inslag utan endast utförs med instrument.
Mycket av det som kallas "klassisk musik" är instrumental. Även poplåtar spelas ibland in i instrumentala versioner. Inom rockmusiken förekommer renodlade instrumentalgrupper som The Shadows och Spotnicks.

## Historia
Huruvida den rena eller den ledsagande instrumentalmusiken är den äldre kan inte avgöras. Hos antikens greker var soloflöjtspelet redan omkring 585 f. Kr. så utvecklat, att Sakadas fordrade att det skulle jämställas med övriga konster vid de pytiska spelen. Även självständigt kitharaspel skall omkring 554 ha kommit till heders genom Agelaos från Tegea.
Bleckinstrumenten användes ända till långt in i medeltiden inte för egentlig konstmusik, utan endast vid offer, krigssignaler med mera. Först i "mysterierna" samt vid de furstliga förmälningarna under medeltiden utvecklades en flerstämmig instrumental konstmusik.
En ny fas börjar med stråkinstrumentens uppträdande. Av trubadurer och kringresande spelmän användes fiolen i sina olika utvecklingsformer (fiddel, giga), och i början av 1500-talet fanns ett stort antal olika stråkinstrument i flera storlekar, som användes för att förstärka eller ersätta sångstämmorna.
De äldsta musikstyckena som var skrivna enkom för flera instrument var danser. Den rörlighet som utmärker instrumentalsatsen uppkom först under 1500-talet genom solospelet på klaver och luta. I ersättning för de uthållna tonerna, som man inte kunde framkalla med dessa instrument, anbragte man "kolorering", figurverk, som senare överflyttades på orgel och andra instrument. Denna orgelsats, som uppkommit genom fri, utsirad efterbildning av vokalformerna, utvecklade sig vidare och kulminerade i Bachs orgel- och klaverfugor.
En andra utgångspunkt har den moderna instrumentalmusiken i solosångens ledsagning i de första musikdramatiska försöken omkring 1600, i början endast bestående av en besiffrad bas; såsom inledning spelades en madrigal, och mellanspelen utgjordes enbart av några ackord. Ur denna ringa början uppkom dock en rik blomstring, i synnerhet sedan violinen, som utvecklats av berömda fabrikanter, blivit härskande och melodiförande instrument.
Såsom former av den rena, absoluta instrumentalmusiken uppstod utom de nämnda redan under 1600-talet uvertyren (italienska sinfonia), sviten (en sammanställning av danser) och slutligen sonaten (vars första sats, lånad från uvertyren, utvecklade sig till vad man numera kallar sonatform). Huvudmännen för utvecklingen är Domenico Scarlatti, Kuhnau, Couperin, Sebastian och Emmanuel Bach, Stamitz, Haydn, Mozart och Beethoven. Med den sistnämnde kulminerar instrumentalmusiken i de stora cykliska kompositionsarterna (sonat, kvartett, symfoni) kulminerar. Efter Beethoven modifierade instrumentalmusiken sina givna former.